# Cotto
Il cotto è una ceramica edile della famiglia delle terrecotte, di produzione artigianale e industriale, adatto al rivestimento, ottenuto da un particolare trattamento e cottura dell'argilla da cui si ottiene un materiale ceramico.
A seconda della materia prima utilizzata il suo colore può variare dall'ocra rossa al rosso amaranto.
Il cotto può essere prodotto come mattone utilizzato prevalentemente per pavimenti e rivestimenti esterni, e come piastrella, usato per gli interni. Nel primo caso si privilegiano la resistenza e la robustezza, nel secondo l'estetica e la forma.

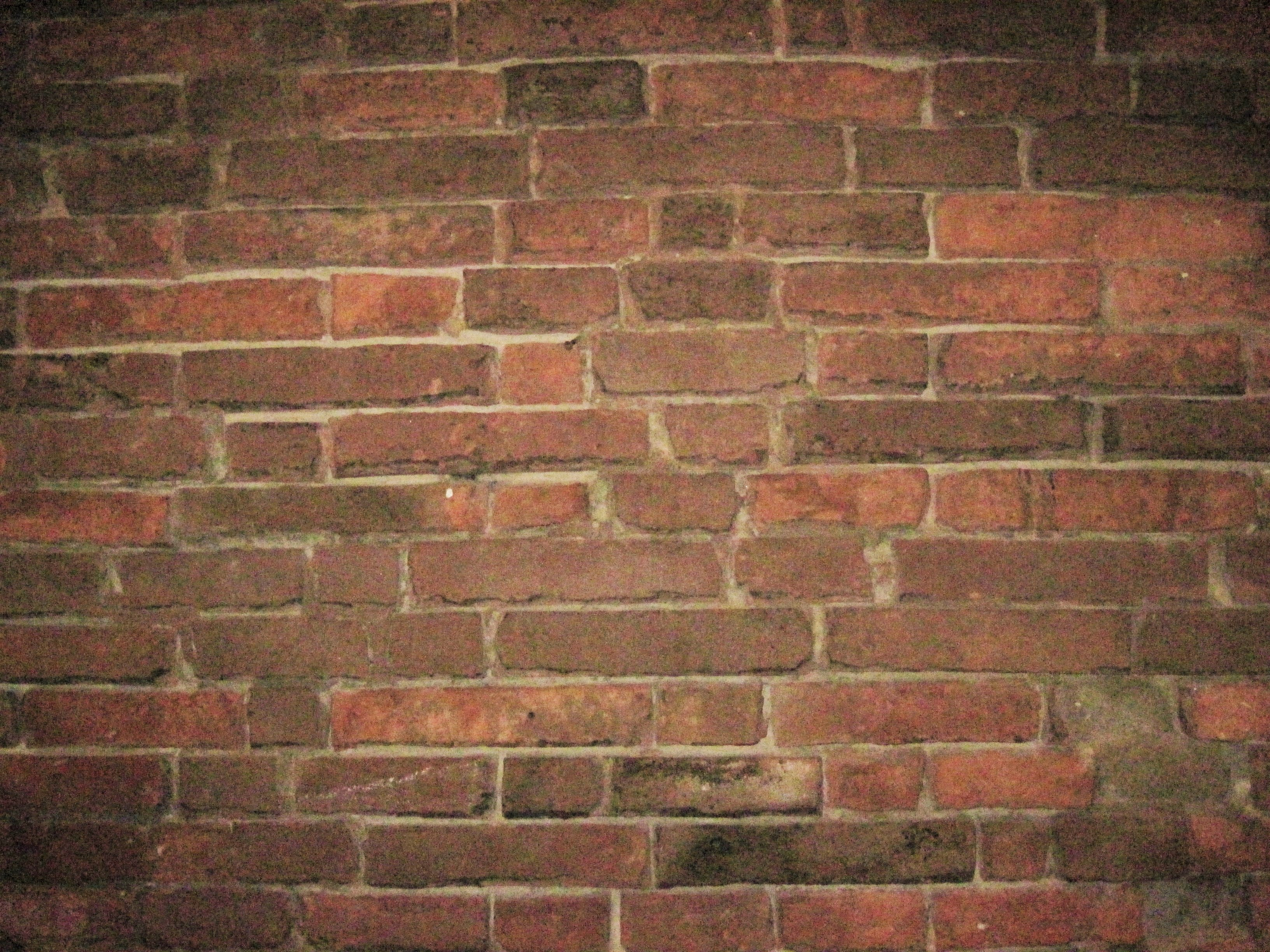
Cotto ferrarese

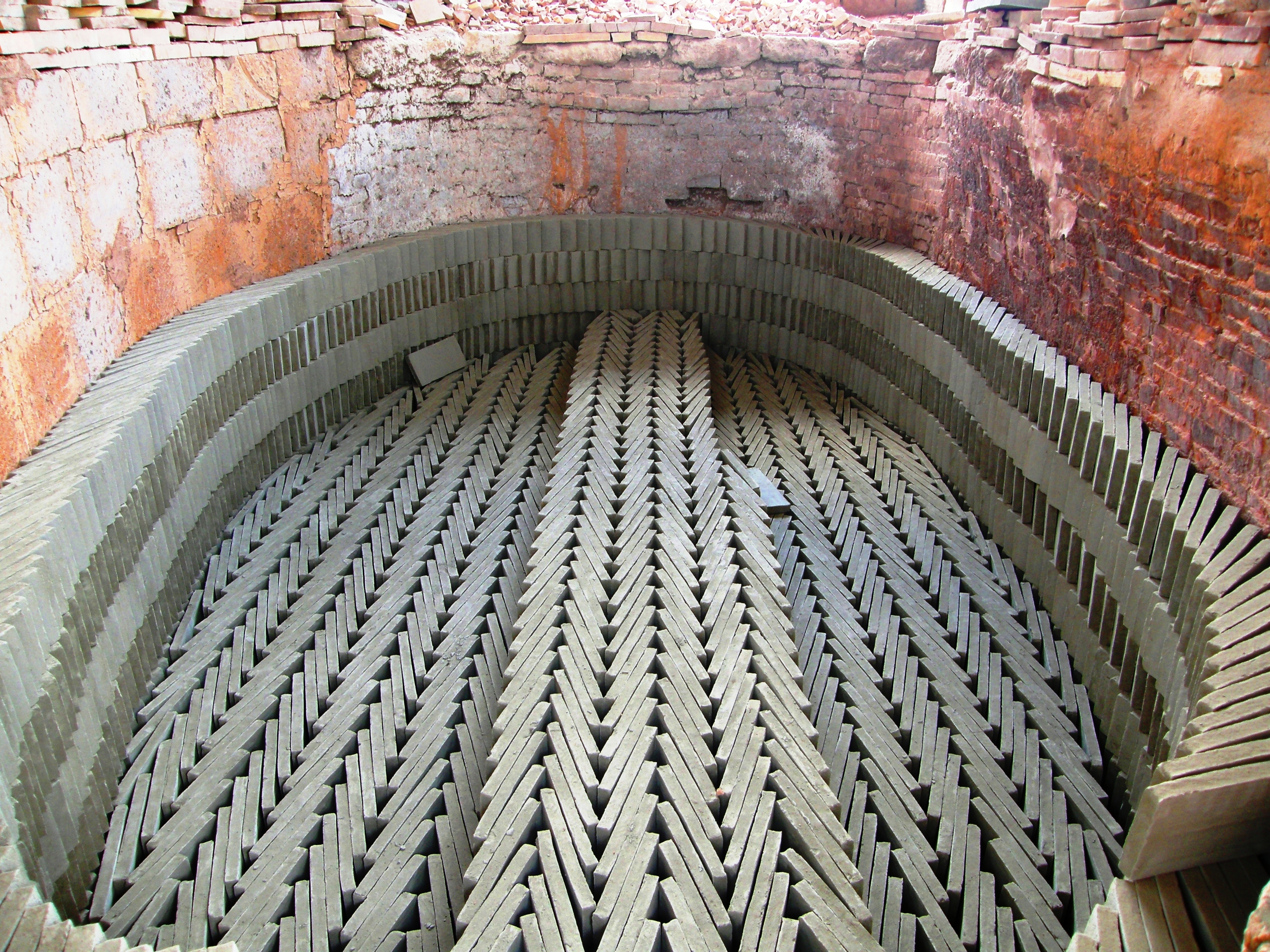
Infornatura del cotto

## Storia
È stato usato sia come materiale povero nell'edificazione di case rurali sia per fregi artistici.

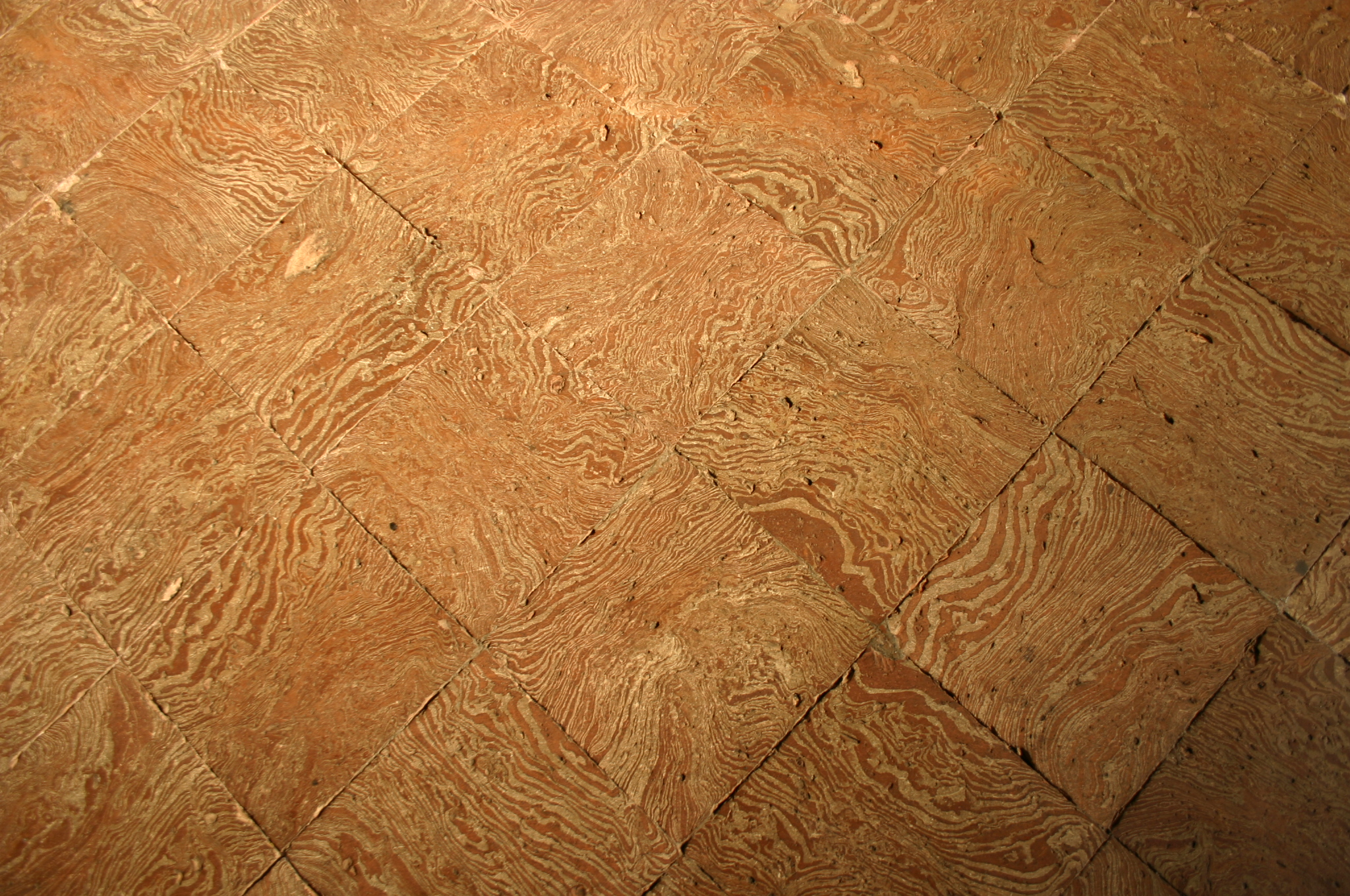
Pavimento in cotto variegato della Basilica di Sant'Ambrogio, Milano

Il cotto variegato, anche detto cotto lombardo o medone lombardo, è il pavimento più diffuso nell’edilizia storica civile e religiosa dell’area padana nel periodo compreso tra il XVI e il XVIII secolo. La superficie marmorizzata viene ottenuta attraverso la miscela di argille di diversa composizione, tipicamente i colori rosso mattone e bianco. Una volta cotte, i colori delle argille si intensificano, creando un effetto marmorizzato che ricorda l’aspetto di alcune rocce e pietre ornamentali.

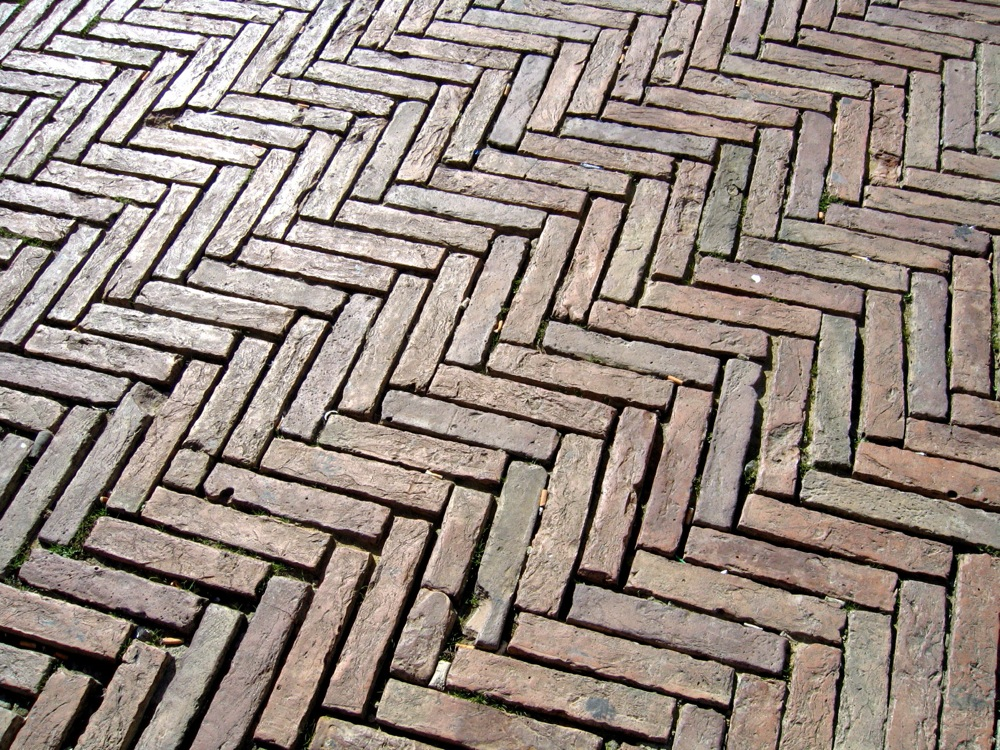
Pavimentazione cittadina a Siena

Quasi tutte le città italiane con un nucleo urbanistico medievale o rinascimentale hanno avuto o hanno ancora botteghe artigianali specializzate nella lavorazione del cotto. A puro titolo di esempio Castel Viscardo, Faenza, Ferrara, Impruneta, Marsciano e Battipaglia.
A Castel Viscardo la produzione secolare del cotto è attestata dal XVI secolo. In particolare, si hanno riferimenti dell'esistenza di una fornace in impianto stabile sin dal XVII secolo (fornace de Le Trobbe) e, quindi, dalle mappe ottocentesche del Catasto gregoriano. Oggi, tra le imprese artigiane presenti a Castel Viscardo alcune usano tuttora l'antico forno a legna. 
A Ferrara il cotto costituisce il principale materiale edilizio utilizzato a partire dal XIV secolo. L'architetto Biagio Rossetti ne fece un uso diffuso nelle sue opere, anche nella sua casa. Un portale medievale tipico in cotto è quello che si può vedere in casa Novelli, abitazione del 1500 in via Borgo di Sotto.
In tempi recenti è divenuto un materiale richiesto e pregiato.